# Alfred Jesionowski
Alfred Jesionowski (ur. 27 stycznia 1902 roku w Mogilnie, Poznańskie, zm. w niewyjaśnionych okolicznościach podczas ewakuacji więzienia w Katowicach w styczniu 1945) – pseudonim „Szymon”, „Dr Szymon”, „301”, w areszcie gestapo posługiwał się też nazwiskiem Jeske; nauczyciel (profesor gimnazjum), recenzent i krytyk literacki, publicysta, znany zwłaszcza jako polemista „Prosto z Mostu” i poznańskiej „Kultury”, badacz i znawca stosunków niemiecko-polskich na Śląsku, prelegent radiowy związany z rozgłośnią Polskiego Radia w Katowicach; podczas wojny żołnierz podziemia, przedstawiciel Sekcji Zachodniej Departamentu Informacji Delegatury Rządu Rzeczypospolitej Polskiej.

## Życiorys
Po ukończeniu studiów (filologia romańska i germańska) na Uniwersytecie Poznańskim (był członkiem korporacji akademickiej „Surma”) pracował jako nauczyciel języków francuskiego, niemieckiego i polskiego w gimnazjach śląskich (1927-1931 w Lublińcu, później w Mikołowie, Pszczynie, Mysłowicach). Publikował w wielkopolskiej i śląskiej prasie regionalnej („Wici Wielkopolskie”, „Zaranie Śląskie”, „Polska Zachodnia” i innych) oraz pismach ogólnopolskich („ABC artystyczno-literackie”, „Prosto z Mostu”). Współpracował z Instytutem Bałtyckim i Śląskim. Opublikował prace monograficzne. Plebiscyt i powstania śląskie w polskiej literaturze pięknej (1938), Problem polski na Śląsku w świetle nowszej beletrystyki niemieckiej (1938), Współczesna twórczość literacka Śląska (1939) i bardzo ważny, szeroko recenzowany tom Motywy religijne we współczesnej powieści polskiej (1939). W sumie pozostawił po sobie ponad 500 publikacji drukiem i wiele w rękopisach.
W czasie wojny ukrywał się w Krakowie, mieszkał przy ul. Zamkowej 13/1. Uczestniczył w tajnym nauczaniu. Jako członek podziemnej organizacji „Ojczyzna” działał w Sekcji Zachodniej Departamentu Informacji Delegatury Rządu RP był animatorem i uczestnikiem dywersyjnej akcji „N”. 1 marca 1944 roku został aresztowany przez gestapo w Krakowie, po uciążliwym śledztwie był więziony w Katowicach; zaginął bez wieści podczas ewakuacji więzienia zwanej „marszem śmierci”.

## Publikacje

### wydanie krytyczne
- Alfred Jesionowski, Przymierze z książką. Wybór pism z lat 1929-1945, red. O. Płaszczewska, M. Urbanowski, Kraków 2022[5].

### przedwojenne druki zwarte
- Alfred Jesionowski, Cher Camarade… Uwagi metodyczne o prowadzeniu korespondencji z młodzieżą zagraniczną., Września 1933[6].

- Alfred Jesionowski, Plebiscyt i powstania śląskie w polskiej literaturze pięknej, Katowice 1938[7].

- Alfred Jesionowski, Problem polski na Śląsku w świetle nowszej beletrystyki niemieckiej, Katowice 1939[8].

- Alfred Jesionowski, Motywy religijne we współczesnej literaturze polskiej, Poznań 1939[9].

- Alfred Jesionowski, Współczesna twórczość literacka Śląska, Katowice 1939[10].

### przekład
- Friedrich Lorenz, Pionierzy techniki. Nieznane losy wynalazców na przestrzeni pięciu wieków [Väter der Maschinenwelt], przeł. Alfred Jesionowski, Lwów-Warszawa 1938[11].

### materiały glottodydaktyczne
- Alfred Jesionowski Petites histoires et anecdotes. Recueillies et adaptées à l’usage de la jeneusse, Nakładem Państwowego Wydawnictwa Książek Szkolnych, Warszawa 1935[12].

- F. Müller-Partenkirchen, Schulgeschichten, opr. Alfred Jesionowski, Książnica -Atlas, Lwów-Warszawa 1936[13].

## Opracowania
- Urszula Gumuła, Bibliografia prac Alfreda Jesionowskiego, „Zeszyty Naukowe WSP w Katowicach” 1965 nr 3, s. 239-262[14].

- Krystyna Heska-Kwaśniewicz, Taki to mroczny czas. Losy pisarzy śląskich w okresie wojny i okupacji hitlerowskiej, Katowice 2004[15].

- Olga Płaszczewska, Alfred Jesionowski. Przymierze z książką, przymierze z Polską, w: A. Jesionowski, Przymierze z książką. Krytyka literacka, publicystyka i proza z lat 1929-1945, Kraków 2022, s. 5-56[16].

- Maciej Urbanowski, O zapominaniu krytyków, w: A. Jesionowski, Przymierze z książką. Krytyka literacka, publicystyka i proza z lat 1929-1945, Kraków 2022, s. 577-587[17].
- Olga Płaszczewska, Zatarty ślad. Alfred Jesionowski — opowieść biograficzna, Wydawnictwo ARCANA, Kraków 2024[18].
- Olga Płaszczewska, "Historia jak w powieści". Alfred Jesionowski, przedwojenny inteligent, Instytut Pamięci Narodowej w Katowicach-Komisja Ścigania Zbrodni Przeciwko Narodowi Polskiemu, Katowice 2024[19].